# Československo na Letních olympijských hrách 1924
Československo na Letních olympijských hrách 1924 ve francouzské Paříži reprezentovalo 133 sportovců, z toho 4 ženy. Nejmladším účastníkem byl lehký atlet Josef Machaň (18 let, 146 dní), nejstarším účastníkem pak gymnasta a lehký atlet Bohumil Honzátko (48 let, 196 dní) Reprezentanti vybojovali 10 medailí, z toho 1 zlatou, 4 stříbrné a 5 bronzových.

## Československé medaile
| Medaile | Jméno             | Sport                | Disciplína          |
| ------- | ----------------- | -------------------- | ------------------- |
| Zlato   | Bedřich Šupčík    | Sportovní gymnastika | šplh                |
| Stříbro | Robert Pražák     | Sportovní gymnastika | víceboj             |
| Stříbro | Robert Pražák     | Sportovní gymnastika | kruhy               |
| Stříbro | Robert Pražák     | Sportovní gymnastika | bradla              |
| Stříbro | Jan Koutný        | Sportovní gymnastika | přeskok (kůň nadél) |
| Bronz   | Bedřich Šupčík    | Sportovní gymnastika | víceboj             |
| Bronz   | Ladislav Vácha    | Sportovní gymnastika | šplh                |
| Bronz   | Ladislav Vácha    | Sportovní gymnastika | kruhy               |
| Bronz   | Bohumil Mořkovský | Sportovní gymnastika | přeskok (kůň nadél) |
| Bronz   | Bohumil Durdis    | Vzpírání             | váha do 67,5 kg     |

## Seznam všech zúčastněných sportovců
| Číslo | Jméno                 | Pohlaví | Věk | Sport             |
| ----- | --------------------- | ------- | --- | ----------------- |
| 1     | Jiří Svoboda          | Muž     | 20  | Atletika          |
| 2     | Antonín Svoboda       | Muž     | 24  | Atletika          |
| 3     | Alois Sobotka         | Muž     | 20  | Atletika          |
| 4     | Vilém Šindler         | Muž     | 20  | Atletika          |
| 5     | Eduard Riedl          | Muž     | 22  | Atletika          |
| 6     | Karel Přibyl          | Muž     | 24  | Atletika          |
| 7     | Jan Plichta           | Muž     | 32  | Atletika          |
| 8     | Karel Nedobitý        | Muž     | 18  | Atletika          |
| 9     | Josef Machan          | Muž     | 18  | Atletika          |
| 10    | Alois Linka           | Muž     | 25  | Atletika          |
| 11    | Mikuláš Kucsera       | Muž     | 21  | Atletika          |
| 12    | Miklós Kovács         | Muž     | 39  | Atletika          |
| 13    | Emil Kalous           | Muž     |     | Atletika          |
| 14    | Otakar Jandera        | Muž     | 26  | Atletika          |
| 15    | František Janda-Suk   | Muž     | 46  | Atletika          |
| 16    | Bohumil Honzátko      | Muž     | 48  | Atletika          |
| 17    | František Fuhrherr    | Muž     | 20  | Atletika          |
| 18    | Josef Eberle          | Muž     |     | Atletika          |
| 19    | Emanuel Thiel         | Muž     | 41  | Parkurové skákání |
| 20    | František Statečný    | Muž     | 23  | Parkurové skákání |
| 21    | Otto Schöniger        | Muž     | 34  | Parkurové skákání |
| 22    | Josef Rabas           | Muž     |     | Parkurové skákání |
| 23    | Rudolf Popler         | Muž     | 25  | Parkurové skákání |
| 24    | Matěj Pechman         | Muž     | 30  | Parkurové skákání |
| 25    | Bedřich John          | Muž     |     | Parkurové skákání |
| 26    | Jaroslav Hanf         | Muž     | 36  | Parkurové skákání |
| 27    | František Donda       | Muž     |     | Parkurové skákání |
| 28    | Josef Charous         | Muž     | 29  | Parkurové skákání |
| 29    | Oldřich Buchar        | Muž     |     | Parkurové skákání |
| 30    | Jaroslav Vlček        | Muž     | 23  | Fotbal            |
| 31    | Rudolf Sloup          | Muž     | 26  | Fotbal            |
| 32    | Josef Sloup           | Muž     | 26  | Fotbal            |
| 33    | Emil Seifert          | Muž     | 23  | Fotbal            |
| 34    | Josef Sedláček        | Muž     | 30  | Fotbal            |
| 35    | Josef Pleticha        | Muž     | 22  | Fotbal            |
| 36    | Karel Pešek           | Muž     | 28  | Fotbal            |
| 37    | Otto Novák            | Muž     | 22  | Fotbal            |
| 38    | Josef Novák           | Muž     | 23  | Fotbal            |
| 39    | Jan Novák             | Muž     | 28  | Fotbal            |
| 40    | Pavel Mahrer          | Muž     | 23  | Fotbal            |
| 41    | Otto Krompholz        | Muž     | 25  | Fotbal            |
| 42    | František Kolenatý    | Muž     | 24  | Fotbal            |
| 43    | Josef Jelínek         | Muž     | 24  | Fotbal            |
| 44    | František Hojer       | Muž     | 29  | Fotbal            |
| 45    | Antonín Hojer         | Muž     | 30  | Fotbal            |
| 46    | František Hochmann    | Muž     | 20  | Fotbal            |
| 47    | Jaroslav Červený      | Muž     | 28  | Fotbal            |
| 48    | Josef Čapek           | Muž     | 21  | Fotbal            |
| 49    | Josef Kos             | Muž     |     | Gymnastika        |
| 50    | Miroslav Klinger      | Muž     | 31  | Gymnastika        |
| 51    | Stanislav Indruch     | Muž     | 24  | Gymnastika        |
| 52    | Bohumil Mořkovský     | Muž     | 24  | Gymnastika        |
| 53    | Jan Koutný            | Muž     | 26  | Gymnastika        |
| 54    | Ladislav Vácha        | Muž     | 25  | Gymnastika        |
| 55    | Bedřich Šupčík        | Muž     | 25  | Gymnastika        |
| 56    | Robert Pražák         | Muž     | 31  | Gymnastika        |
| 57    | Antonín Perič         | Muž     | 28  | Cyklistika        |
| 58    | Karel Pechan          | Muž     |     | Cyklistika        |
| 59    | František Kundert     | Muž     | 32  | Cyklistika        |
| 60    | Miloš Knobloch        | Muž     |     | Cyklistika        |
| 61    | Antonín Charvát       | Muž     |     | Cyklistika        |
| 62    | Oldřich Červinka      | Muž     |     | Cyklistika        |
| 63    | Karel Červenka        | Muž     |     | Cyklistika        |
| 64    | Jaroslav Brož         | Muž     |     | Cyklistika        |
| 65    | Karel Tůma            | Muž     |     | Moderní pětiboj   |
| 66    | Jindřich Lepiere      | Muž     |     | Moderní pětiboj   |
| 67    | Jan Tille             | Muž     |     | Šerm              |
| 68    | Otakar Švorčík        | Muž     | 37  | Šerm              |
| 69    | Luděk Oppl            | Muž     |     | Šerm              |
| 70    | Josef Jungmann        | Muž     | 36  | Šerm              |
| 71    | Josef Javůrek         | Muž     |     | Šerm              |
| 72    | František Dvořák      | Muž     |     | Šerm              |
| 73    | Alexander Bárta       | Muž     | 30  | Šerm              |
| 74    | Eduard Bürgmeister    | Muž     |     | Plachtění         |
| 75    | Rudolf Piowaty        | Muž     |     | Plavání           |
| 76    | Jarmila Müllerová     | Žena    | 23  | Plavání           |
| 77    | Jaroslav Müller       | Muž     |     | Plavání           |
| 78    | Viktor Legat          | Muž     |     | Plavání           |
| 79    | Babeta Dražková       | Žena    |     | Plavání           |
| 80    | Eva Chaloupková       | Žena    |     | Plavání           |
| 81    | Stanislav Bičák       | Muž     |     | Plavání           |
| 82    | Václav Antoš          | Muž     | 19  | Plavání           |
| 83    | Aloisie Krongeigerová | Žena    |     | Potápění          |
| 84    | Július Balász         | Muž     | 22  | Potápění, Plavání |
| 85    | Emil Werner           | Muž     |     | Sportovní střelba |
| 86    | Josef Sucharda        | Muž     | 41  | Sportovní střelba |
| 87    | Antonín Siegl         | Muž     |     | Sportovní střelba |
| 88    | František Schuster    | Muž     |     | Sportovní střelba |
| 89    | Kurt Riedl            | Muž     |     | Sportovní střelba |
| 90    | Josef Pavlík          | Muž     |     | Sportovní střelba |
| 91    | Pavel Mach            | Muž     |     | Sportovní střelba |
| 92    | Jaroslav Mach         | Muž     | 37  | Sportovní střelba |
| 93    | Josef Kruz            | Muž     |     | Sportovní střelba |
| 94    | Josef Kozlík          | Muž     |     | Sportovní střelba |
| 95    | Richard Klier         | Muž     |     | Sportovní střelba |
| 96    | Antonín Jílek         | Muž     |     | Sportovní střelba |
| 97    | Rudolf Jelen          | Muž     |     | Sportovní střelba |
| 98    | Josef Hosa            | Muž     |     | Sportovní střelba |
| 99    | Miloslav Hlaváč       | Muž     |     | Sportovní střelba |
| 100   | Bruno Frank           | Muž     |     | Sportovní střelba |
| 101   | František Čermák      | Muž     | 29  | Sportovní střelba |
| 102   | Antonín Byczanski     | Muž     |     | Sportovní střelba |
| 103   | Ladislav Žemla        | Muž     | 36  | Tenis             |
| 104   | Friedrich Rohrer      | Muž     |     | Tenis             |
| 105   | Pavel Macenauer       | Muž     |     | Tenis             |
| 106   | Jan Koželuh           | Muž     | 20  | Tenis             |
| 107   | Ernst Gottlieb        | Muž     |     | Tenis             |
| 108   | František Vacín       | Muž     | 30  | Vodní pólo        |
| 109   | Josef Tomášek         | Muž     | 20  | Vodní pólo        |
| 110   | Jiří Reitman          | Muž     |     | Vodní pólo        |
| 111   | Vojtech Neményi       | Muž     | 24  | Vodní pólo        |
| 112   | František Kurka       | Muž     | 20  | Vodní pólo        |
| 113   | Hugo Klempfner        | Muž     |     | Vodní pólo        |
| 114   | Jan Hora              | Muž     |     | Vodní pólo        |
| 115   | František Franěk      | Muž     | 23  | Vodní pólo        |
| 116   | Vladimír Ankrt        | Muž     |     | Vodní pólo        |
| 117   | Josef Tomáš           | Muž     |     | Vzpírání          |
| 118   | Bohumil Stinný        | Muž     |     | Vzpírání          |
| 119   | Jaroslav Skobla       | Muž     | 25  | Vzpírání          |
| 120   | Antonín Hrabě         | Muž     |     | Vzpírání          |
| 121   | František Fišer       | Muž     |     | Vzpírání          |
| 122   | Bohumil Durdis        | Muž     | 21  | Vzpírání          |
| 123   | Jakub Obrovský        | Muž     | 41  | Výtvarné soutěže  |
| 124   | Jean Dušek            | Muž     |     | Výtvarné soutěže  |
| 125   | František Tázler      | Muž     |     | Zápas             |
| 126   | Antonín Skopový       | Muž     |     | Zápas             |
| 127   | František Řezáč       | Muž     |     | Zápas             |
| 128   | Oldřich Pštros        | Muž     |     | Zápas             |
| 129   | František Pražský     | Muž     |     | Zápas             |
| 130   | František Kratochvíl  | Muž     | 20  | Zápas             |
| 131   | František Dyršmíd     | Muž     |     | Zápas             |
| 132   | Jan Bozděch           | Muž     |     | Zápas             |
| 133   | Josef Beránek         | Muž     | 32  | Zápas             |